# إيفرتون لوبيز
إيفرتون لوبيز (بالبرتغالية: Éverton Lopes‏) (مواليد 8 أغسطس 1988) هو ملاكم برازيلي، مثّل بلاده في الألعاب الأولمبية الصيفية في دورتي 2008 و2012.

## روابط خارجية
إيفرتون لوبيز على موقع بوكس ريك (الإنجليزية) (registration required)
- إيفرتون لوبيز على موقع اللجنة الأولمبية الدولية (الإنجليزية)
- إيفرتون لوبيز على موقع اللجنة الأولمبية الدولية (الإنجليزية)
- إيفرتون لوبيز على موقع أوليمبيديا (الإنجليزية)